# Bactrocera
Bactrocera är ett släkte av tvåvingar. Bactrocera ingår i familjen borrflugor.

## Bildgalleri

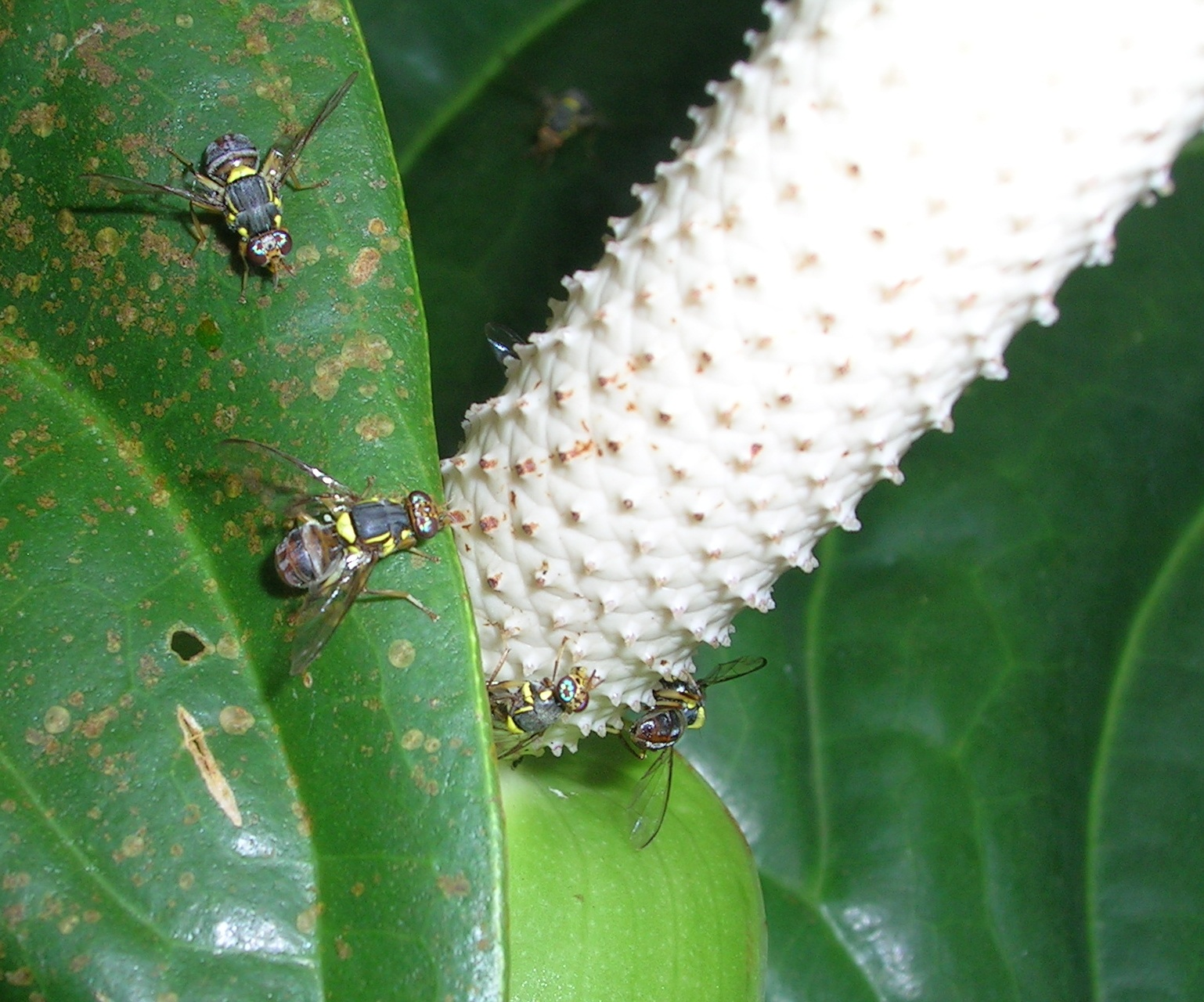

## Dottertaxa tillBactrocera, i alfabetisk ordning[1]
- Bactrocera abbreviata
- Bactrocera abdoangusta
- Bactrocera abdoaurantiaca
- Bactrocera abdofuscata
- Bactrocera abdolonginqua
- Bactrocera abdomininigra
- Bactrocera abdonigella
- Bactrocera abdopallescens
- Bactrocera aberrans
- Bactrocera ablepharus
- Bactrocera abnormis
- Bactrocera abscondita
- Bactrocera absidata
- Bactrocera absoluta
- Bactrocera absona
- Bactrocera abundans
- Bactrocera aceraglans
- Bactrocera aceroglans
- Bactrocera aceromata
- Bactrocera aculeus
- Bactrocera adusta
- Bactrocera aemula
- Bactrocera aenigmatica
- Bactrocera aeroginosa
- Bactrocera aethriobasis
- Bactrocera affinidorsalis
- Bactrocera affinis
- Bactrocera aithogaster
- Bactrocera alampeta
- Bactrocera albistrigata
- Bactrocera allwoodi
- Bactrocera alyxiae
- Bactrocera amarambalensis
- Bactrocera ambigua
- Bactrocera amoenus
- Bactrocera ampla
- Bactrocera amplexa
- Bactrocera amplexiseta
- Bactrocera anchitrichota
- Bactrocera andamanensis
- Bactrocera aneuvittata
- Bactrocera anfracta
- Bactrocera angusticostata
- Bactrocera angustifasciata
- Bactrocera angustifinis
- Bactrocera anomala
- Bactrocera anthracina
- Bactrocera antigone
- Bactrocera apicalis
- Bactrocera apicofuscans
- Bactrocera apiconigroscutella
- Bactrocera aquila
- Bactrocera aquilonis
- Bactrocera arecae
- Bactrocera areolata
- Bactrocera arisanica
- Bactrocera armillata
- Bactrocera ascita
- Bactrocera assamensis
- Bactrocera assita
- Bactrocera aterrima
- Bactrocera atra
- Bactrocera atrabifasciata
- Bactrocera atrichus
- Bactrocera atrifacies
- Bactrocera atrifemur
- Bactrocera atriliniellata
- Bactrocera atrisetosa
- Bactrocera atypica
- Bactrocera aurantiaca
- Bactrocera aurantiventer
- Bactrocera aurea
- Bactrocera axanthinus
- Bactrocera bakeri
- Bactrocera bancroftii
- Bactrocera banneri
- Bactrocera barringtoniae
- Bactrocera batemani
- Bactrocera beckerae
- Bactrocera biarcuata
- Bactrocera bidentata
- Bactrocera bifasciata
- Bactrocera biguttata
- Bactrocera biguttula
- Bactrocera bimaculata
- Bactrocera binoyi
- Bactrocera bipustulata
- Bactrocera bivittata
- Bactrocera bogorensis
- Bactrocera brachus
- Bactrocera brachycera
- Bactrocera breviaculeus
- Bactrocera brevistriata
- Bactrocera brunnea
- Bactrocera brunneola
- Bactrocera bryoniae
- Bactrocera buinensis
- Bactrocera bullata
- Bactrocera bullifera
- Bactrocera buloloensis
- Bactrocera buruensis
- Bactrocera buvittata
- Bactrocera cacuminata
- Bactrocera caledoniensis
- Bactrocera caliginosa
- Bactrocera calophylli
- Bactrocera calumniata
- Bactrocera carambolae
- Bactrocera carbonaria
- Bactrocera caryeae
- Bactrocera caudata
- Bactrocera ceylanica
- Bactrocera cheesmanae
- Bactrocera chonglui
- Bactrocera chorista
- Bactrocera cibodasae
- Bactrocera cilifera
- Bactrocera cinnamea
- Bactrocera circamusae
- Bactrocera citima
- Bactrocera citroides
- Bactrocera cogani
- Bactrocera cognata
- Bactrocera collita
- Bactrocera commina
- Bactrocera complicata
- Bactrocera confluens
- Bactrocera congener
- Bactrocera connexa
- Bactrocera consectorata
- Bactrocera contermina
- Bactrocera contigua
- Bactrocera continua
- Bactrocera coracina
- Bactrocera correcta
- Bactrocera costalis
- Bactrocera cucumis
- Bactrocera cucurbitae
- Bactrocera curreyi
- Bactrocera curta
- Bactrocera curvifera
- Bactrocera curvipennis
- Bactrocera dapsiles
- Bactrocera daruensis
- Bactrocera daula
- Bactrocera decepta
- Bactrocera decipiens
- Bactrocera decumana
- Bactrocera decurtans
- Bactrocera depressa
- Bactrocera diallagma
- Bactrocera diaphana
- Bactrocera diaphora
- Bactrocera diaphoropsis
- Bactrocera digressa
- Bactrocera diospyri
- Bactrocera discipennis
- Bactrocera dispar
- Bactrocera dissidens
- Bactrocera distincta
- Bactrocera diversa
- Bactrocera dorsalis
- Bactrocera dorsaloides
- Bactrocera drewi
- Bactrocera dubiosa
- Bactrocera duplicata
- Bactrocera dyscrita
- Bactrocera ebenea
- Bactrocera ektoalangiae
- Bactrocera elegantis
- Bactrocera elegantula
- Bactrocera emarginata
- Bactrocera emittens
- Bactrocera endiandrae
- Bactrocera enigmatica
- Bactrocera enochra
- Bactrocera epicharis
- Bactrocera erubescentis
- Bactrocera eurylomata
- Bactrocera exigua
- Bactrocera eximia
- Bactrocera exornata
- Bactrocera expandens
- Bactrocera exspoliata
- Bactrocera facialis
- Bactrocera fagraea
- Bactrocera fallacis
- Bactrocera fastigata
- Bactrocera fergussoniensis
- Bactrocera fernandoi
- Bactrocera finitima
- Bactrocera flava
- Bactrocera flavipennis
- Bactrocera flavipilosa
- Bactrocera flavopectoralis
- Bactrocera flavoscutellata
- Bactrocera floresiae
- Bactrocera fraserensis
- Bactrocera frauenfeldi
- Bactrocera freidbergi
- Bactrocera froggatti
- Bactrocera fuliginus
- Bactrocera fulvicauda
- Bactrocera fulvifacies
- Bactrocera fulvifemur
- Bactrocera fulvipes
- Bactrocera fulvoabdominalis
- Bactrocera furfurosa
- Bactrocera furvescens
- Bactrocera furvilineata
- Bactrocera fuscalata
- Bactrocera fuscans
- Bactrocera fuscipennula
- Bactrocera fuscitibia
- Bactrocera fuscohumeralis
- Bactrocera fusculata
- Bactrocera garciniae
- Bactrocera gavisa
- Bactrocera gnetum
- Bactrocera gombokensis
- Bactrocera gracilis
- Bactrocera grandifasciata
- Bactrocera grandistylus
- Bactrocera guangxiana
- Bactrocera halfordiae
- Bactrocera hamaceki
- Bactrocera hantanae
- Bactrocera hastigerina
- Bactrocera heppneri
- Bactrocera hispidula
- Bactrocera hochii
- Bactrocera hoedi
- Bactrocera hollingsworthi
- Bactrocera holtmanni
- Bactrocera honiarae
- Bactrocera hsui
- Bactrocera humilis
- Bactrocera hyalina
- Bactrocera hypomelaina
- Bactrocera icelus
- Bactrocera impunctata
- Bactrocera incisa
- Bactrocera inconstans
- Bactrocera indecora
- Bactrocera indentus
- Bactrocera indonesiae
- Bactrocera infesta
- Bactrocera infulata
- Bactrocera invadens
- Bactrocera invisitata
- Bactrocera involuta
- Bactrocera irvingiae
- Bactrocera ishigakiensis
- Bactrocera ismayi
- Bactrocera isolata
- Bactrocera jarvisi
- Bactrocera javadica
- Bactrocera javanensis
- Bactrocera jiannanus
- Bactrocera kaghanae
- Bactrocera kanchanaburi
- Bactrocera kandiensis
- Bactrocera katoi
- Bactrocera kelaena
- Bactrocera kinabalu
- Bactrocera kirki
- Bactrocera kraussi
- Bactrocera kuniyoshii
- Bactrocera lacerata
- Bactrocera lampabilis
- Bactrocera lata
- Bactrocera lateritaenia
- Bactrocera laterum
- Bactrocera laticaudus
- Bactrocera laticosta
- Bactrocera latifae
- Bactrocera latifrons
- Bactrocera latilineata
- Bactrocera latilineola
- Bactrocera latissima
- Bactrocera limbifera
- Bactrocera lineata
- Bactrocera lipsanus
- Bactrocera lombokensis
- Bactrocera longicaudata
- Bactrocera longicornis
- Bactrocera longivittata
- Bactrocera lucida
- Bactrocera lunulata
- Bactrocera luteola
- Bactrocera luzonae
- Bactrocera macrovittata
- Bactrocera maculata
- Bactrocera maculifacies
- Bactrocera maculifemur
- Bactrocera magnicauda
- Bactrocera makilingensis
- Bactrocera malaysiensis
- Bactrocera manskii
- Bactrocera matsumurai
- Bactrocera mayi
- Bactrocera mcgregori
- Bactrocera megaspilus
- Bactrocera melanogaster
- Bactrocera melanopsis
- Bactrocera melanoscutata
- Bactrocera melanothoracica
- Bactrocera melanotus
- Bactrocera melas
- Bactrocera melastomatos
- Bactrocera memnonia
- Bactrocera menanus
- Bactrocera mendosa
- Bactrocera merapiensis
- Bactrocera mesomelas
- Bactrocera mesonotaitha
- Bactrocera mesonotochra
- Bactrocera mimulus
- Bactrocera minax
- Bactrocera minima
- Bactrocera miniscula
- Bactrocera minuscula
- Bactrocera minuta
- Bactrocera modica
- Bactrocera moluccensis
- Bactrocera montana
- Bactrocera montyana
- Bactrocera morobiensis
- Bactrocera morula
- Bactrocera mucronis
- Bactrocera muiri
- Bactrocera mulyonoi
- Bactrocera munda
- Bactrocera munroi
- Bactrocera murrayi
- Bactrocera musae
- Bactrocera mutabilis
- Bactrocera nadana
- Bactrocera naucleae
- Bactrocera neoarecae
- Bactrocera neocheesmanae
- Bactrocera neocognata
- Bactrocera neocongnata
- Bactrocera neoelegantula
- Bactrocera neohumeralis
- Bactrocera neonigrita
- Bactrocera neonigrotibialis
- Bactrocera neopagdeni
- Bactrocera neopallescentis
- Bactrocera neopropinqua
- Bactrocera neotigrina
- Bactrocera neoxanthodes
- Bactrocera nesiotes
- Bactrocera nigella
- Bactrocera nigra
- Bactrocera nigrescens
- Bactrocera nigrescentis
- Bactrocera nigricula
- Bactrocera nigrifacies
- Bactrocera nigrita
- Bactrocera nigrivenata
- Bactrocera nigrofemoralis
- Bactrocera nigroscutata
- Bactrocera nigrotibialis
- Bactrocera nigrovittata
- Bactrocera notatagena
- Bactrocera obfuscata
- Bactrocera oblineata
- Bactrocera obliqua
- Bactrocera obliquivenosa
- Bactrocera obscura
- Bactrocera obscurata
- Bactrocera obtrullata
- Bactrocera occipitalis
- Bactrocera ochracea
- Bactrocera ochromarginis
- Bactrocera ochrosiae
- Bactrocera okunii
- Bactrocera oleae
- Bactrocera opiliae
- Bactrocera osbeckiae
- Bactrocera pacificae
- Bactrocera pagdeni
- Bactrocera pallescentis
- Bactrocera pallida
- Bactrocera papayae
- Bactrocera parabarringtoniae
- Bactrocera parafrauenfeldi
- Bactrocera parafroggatti
- Bactrocera paramusae
- Bactrocera paraosbeckiae
- Bactrocera paratappana
- Bactrocera paratra
- Bactrocera paraverbascifoliae
- Bactrocera paraxanthodes
- Bactrocera parvifoliacea
- Bactrocera passiflorae
- Bactrocera pauleiensis
- Bactrocera paulula
- Bactrocera pectoralis
- Bactrocera pedestris
- Bactrocera pendleburyi
- Bactrocera penecognata
- Bactrocera penecorrecta
- Bactrocera penefurva
- Bactrocera peneobscura
- Bactrocera peninsularis
- Bactrocera pepisalae
- Bactrocera perfusca
- Bactrocera perigrapha
- Bactrocera perkinsi
- Bactrocera pernigra
- Bactrocera perplexa
- Bactrocera perpusilla
- Bactrocera persignata
- Bactrocera personata
- Bactrocera peterseni
- Bactrocera petila
- Bactrocera phaea
- Bactrocera phaleriae
- Bactrocera philippinensis
- Bactrocera picea
- Bactrocera pisinna
- Bactrocera platamus
- Bactrocera popondettiensis
- Bactrocera profunda
- Bactrocera prolixa
- Bactrocera propedistincta
- Bactrocera propinqua
- Bactrocera pseudocurcurbitae
- Bactrocera pseudodistincta
- Bactrocera pseudoscutellata
- Bactrocera pseudoversicolor
- Bactrocera psidii
- Bactrocera pubescens
- Bactrocera pulchra
- Bactrocera pura
- Bactrocera pusilla
- Bactrocera pyrifoliae
- Bactrocera qionganus
- Bactrocera quadrata
- Bactrocera quadrisetosa
- Bactrocera quasipropinqua
- Bactrocera quasisilvicola
- Bactrocera quaterna
- Bactrocera raiensis
- Bactrocera reclinata
- Bactrocera recurrens
- Bactrocera redunca
- Bactrocera reflexa
- Bactrocera repanda
- Bactrocera resima
- Bactrocera retrorsa
- Bactrocera rhabdota
- Bactrocera ritsemae
- Bactrocera robertsi
- Bactrocera robiginosa
- Bactrocera romigae
- Bactrocera rubella
- Bactrocera rubigina
- Bactrocera rufescens
- Bactrocera rufofuscula
- Bactrocera rufula
- Bactrocera russeola
- Bactrocera rutila
- Bactrocera salamander
- Bactrocera samoae
- Bactrocera sandaracina
- Bactrocera satanellus
- Bactrocera scutellaria
- Bactrocera scutellaris
- Bactrocera scutellata
- Bactrocera scutellina
- Bactrocera seguyi
- Bactrocera selenophora
- Bactrocera sembaliensis
- Bactrocera semifemoralis
- Bactrocera sepikae
- Bactrocera setinervis
- Bactrocera signatifera
- Bactrocera silvatica
- Bactrocera silvicola
- Bactrocera simulata
- Bactrocera singularis
- Bactrocera speewahensis
- Bactrocera splendida
- Bactrocera stenoma
- Bactrocera strigata
- Bactrocera strigifinis
- Bactrocera sulawesiae
- Bactrocera sumatrana
- Bactrocera sumbawaensis
- Bactrocera sumbensis
- Bactrocera surrufula
- Bactrocera synnephes
- Bactrocera syzygii
- Bactrocera tapervitta
- Bactrocera tappanus
- Bactrocera tau
- Bactrocera tenuifascia
- Bactrocera tenuifinis
- Bactrocera tenuivittata
- Bactrocera terminaliae
- Bactrocera terminifera
- Bactrocera tetrachaeta
- Bactrocera thailandica
- Bactrocera thistletoni
- Bactrocera tillyardi
- Bactrocera timorensis
- Bactrocera tinomiscii
- Bactrocera torresiae
- Bactrocera tortuosa
- Bactrocera toxopeusi
- Bactrocera transtillum
- Bactrocera transversa
- Bactrocera triangularis
- Bactrocera trichota
- Bactrocera trifaria
- Bactrocera trifasciata
- Bactrocera trilineata
- Bactrocera trilineola
- Bactrocera trimaculata
- Bactrocera trivialis
- Bactrocera tryoni
- Bactrocera tsuneonis
- Bactrocera tuberculata
- Bactrocera turneri
- Bactrocera ubiquita
- Bactrocera umbrosa
- Bactrocera unichromata
- Bactrocera unifasciata
- Bactrocera unilateralis
- Bactrocera unilineata
- Bactrocera unimacula
- Bactrocera unipunctata
- Bactrocera unirufa
- Bactrocera unistriata
- Bactrocera unitaeniola
- Bactrocera univittata
- Bactrocera urens
- Bactrocera usitata
- Bactrocera ustulata
- Bactrocera vargus
- Bactrocera varipes
- Bactrocera warisensis
- Bactrocera watersi
- Bactrocera venefica
- Bactrocera verbascifoliae
- Bactrocera versicolor
- Bactrocera vinnula
- Bactrocera visenda
- Bactrocera vishnu
- Bactrocera vulgaris
- Bactrocera vultus
- Bactrocera wuzhishana
- Bactrocera xanthodes
- Bactrocera yercaudiae
- Bactrocera yilanensis
- Bactrocera yorkensis
- Bactrocera yoshimotoi
- Bactrocera zahadi
- Bactrocera zonata